# José de Vaquedano
Fray José de Vaquedano (* 20. März 1642 in Puente la Reina (Navarra); † 17. Februar 1711 in Santiago de Compostela) war ein spanischer Priester, Komponist und Kapellmeister des Barock.

## Leben
José de Vaquedano erhielt seine Ausbildung in seiner Heimatstadt durch Simón Huarte Arrizabalaga und studierte Komposition bei Matías Ruiz in Madrid. Er trat in den Trinitarierorden ein und empfing 1680 die Priesterweihe. Fray José war stellvertretender Kapellmeister am königlichen Kloster Nuestra Señora de la Encarnación in Madrid und ab Oktober 1680 Kapellmeister an der Kathedrale von Santiago de Compostela, diesen Posten legte er im Februar 1710 aus gesundheitlichen Gründen nieder.

## Werke
Von seinem Werk sind fünf Messen, vierzehn Psalmvertonungen, Magnificat, sieben Lamentos, Motetten und 49 Villancicos erhalten, die einem konservativen Stil folgen und teilweise polyphon gehalten, aber auch auf Klangwirkung gearbeitet sind. Vaquedano beherrschte einen mehrchörigen Kompositionsstil, in einigen seiner Werke setzte er zwanzig Singstimmen in fünf Chören ein, die einzelnen Singstimmen waren häufig durch Instrumente verstärkt.  